# Diana Sartor

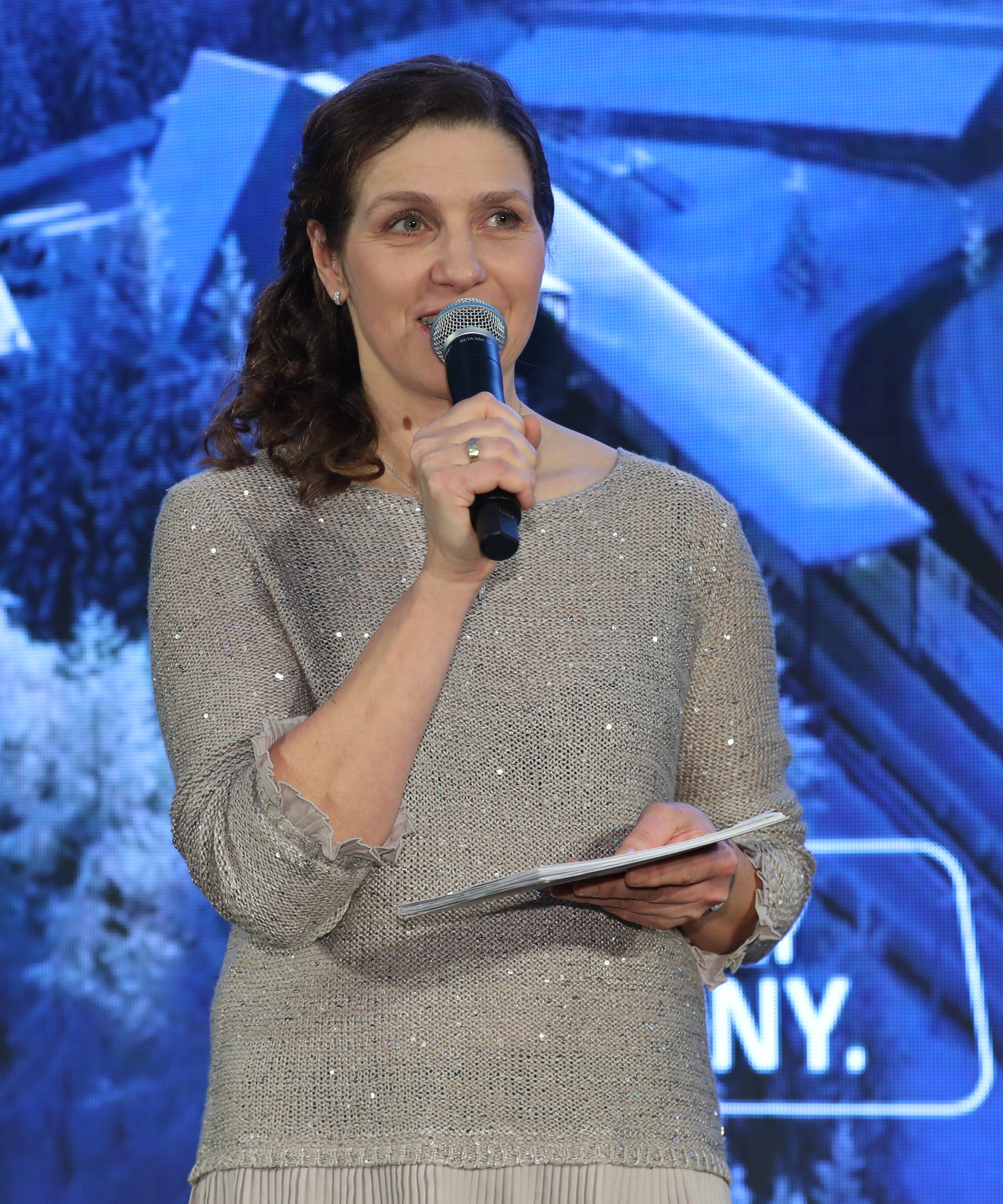
Diana Sartor, 2020

Diana Sartor (* 23. November 1970 in Dippoldiswalde, DDR) ist eine ehemalige deutsche Skeletonfahrerin.

## Sportlerkarriere
Im Jahr 2003 wurde Sartor Zweite der Europameisterschaft in St. Moritz in der Schweiz. Im Jahr 2004 wurde sie sowohl Europameisterin wie auch Weltmeisterin im Skeleton. Im Jahr darauf errang sie bei der Europameisterschaft 2005 in Altenberg Bronze. Bei Olympischen Spielen belegte sie sowohl 2002 in Salt Lake City als auch 2006 in Turin den vierten Platz und fuhr damit jeweils knapp an einer Medaille vorbei. Sie beendete nach den Olympischen Spielen in Turin ihre aktive Karriere, plante jedoch eine Rückkehr zur Saison 2007/08 für die Weltmeisterschaft 2008 auf ihrer Heimbahn in Altenberg. Jedoch konnte sie sich nicht mehr qualifizieren, da die Konkurrenz in der deutschen Frauenmannschaft zu groß war. Bei der Eröffnung der Weltmeisterschaft gab Sartor bekannt, dass sie lediglich als Spurschlittenfahrerin teilnehmen werde.

## Nach dem Sport
2003 lernte Sartor ihren Mann Steffen Skel, einen früheren Weltklasse-Rennrodler kennen, mit dem sie seit 2010 verheiratet ist. Zusammen haben sie zwei Kinder, ein Mädchen und einen Jungen.
Diana Sartor ist Inhaberin einer Pension im Altenberger Ortsteil Bärenfels. Im April 2014 nahm sie gemeinsam mit ihrer Nichte Sarah Sartor an einer Folge der VOX-Doku Mein himmlisches Hotel teil. Im Oktober 2008 qualifizierte sich Sartor über Die Küchenschlacht für die Sendung Lanz kocht!.
Nach ihrem Abschied 2008 aus dem deutschen Leistungssport war Sartor für die Freien Wähler im Kreistag Sächsische Schweiz-Osterzgebirge tätig. Für die Bundestagswahl 2013 trat sie als Direktkandidatin der Freien Wähler im Bundestagswahlkreis Sächsische Schweiz – Osterzgebirge an, wo sie mit 5,8 % der Erststimmen die fünftmeisten von neun Kandidaten erhielt.